# Poa trachyphylla
Poa trachyphylla är en gräsart som beskrevs av Pilg.. Poa trachyphylla ingår i släktet gröen, och familjen gräs. Inga underarter finns listade i Catalogue of Life.